# William Schneiderman
William V. Schneiderman (14 de dezembro de 1905 - 29 de janeiro de 1985) foi um político, ativista americano, secretário da Califórnia no Partido Comunista dos Estados Unidos (CPUSA) e envolvido em dois casos perante a Suprema Corte dos Estados Unidos, Stack v. Boyle e Schneiderman v. United States.